# Pernille Wibe
Pernille Wibe (ur. 17 kwietnia 1988 roku w Oslo) – norweska piłkarka ręczna, reprezentantka kraju. Gra na pozycji obrotowej. W drużynie narodowej zadebiutowała 26 marca 2011 roku w meczu przeciwko reprezentacji Rosji. Od kilku lat występuje w Vipers Kristiansand.

## Sukcesy reprezentacyjne
- Mistrzostwa Świata:
  -  2015
- Mistrzostwa Europy:
  -  2014

## Sukcesy klubowe
- Mistrzostwa Norwegii:
  -  2012, 2013
- Puchar Norwegii:
  -  2011, 2012
- Liga Mistrzyń:
  -  2013